# Anacamptomyia africana
Anacamptomyia africana är en tvåvingeart som beskrevs av Bischof 1904. Anacamptomyia africana ingår i släktet Anacamptomyia och familjen parasitflugor. Inga underarter finns listade i Catalogue of Life.